# کرسی (پنسیلوانیا)
کرسی (به انگلیسی: Kersey) یک منطقهٔ مسکونی در ایالات متحده آمریکا است که در شهرستان الک، پنسیلوانیا واقع شده‌است. کرسی ۴٫۰ کیلومتر مربع مساحت و ۹۳۷ نفر جمعیت دارد و ۶۰۳٫۵۱ متر بالاتر از سطح دریا واقع شده‌است.